# Mórula

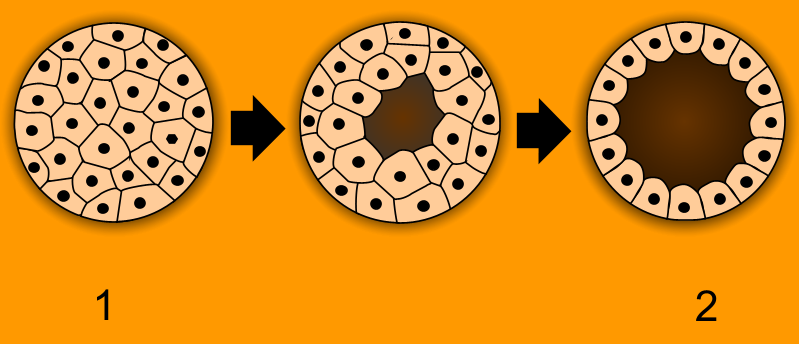
Tránsito de mórula a blástula.

La mórula (del latín: morum, mora, ya que tiene ese aspecto) es una masa de células que se da como consecuencia de la segmentación de la célula inicial o cigoto, la cual sufre numerosas divisiones en forma de blastómeros que acaban por desencadenar esta forma característica, normalmente atribuida a aquella estructura que se compone de 12 a 16 células. En el proceso de división celular, en el primer día de fecundación al óvulo fecundado se le denomina ovocito fecundado, entre el día 2 y 4 después de iniciada la segmentación celular, se le denomina mórula. La mórula está envuelta por dos membranas: una más interna, denominada membrana pelúcida; y otra más externa, de nombre corona radiada. 

## Formación y Geometría
Es producida mediante la hendidura embrionaria, etapa que consiste en subsecuentes divisiones del cigoto en células más pequeñas, pero de tamaño uniforme, división sin crecimiento. Habiendo alcanzado el estado de 32 células, estas se empiezan a diferenciar. En el día 4 de fecundación, se da lugar al blastocito libre. Los blastómeros internos se convertirán en el embrioblasto y los externos formarán el trofoblasto, es entre el día 5 y 6 cuando el blastocisto se unirá al endometrio
Todas las células son esféricas hasta la tercera ronda de división (hasta 8 células). Durante la cuarta ronda de escisión el numero de células aumenta hasta 16, esto supone un problema, la solución es la compactación, que permite el desarrollo de poblaciones de células internas y externas en una proporción definida y preservar su forma general de una esfera homogénea dentro de las limitaciones de la zona pelúcida.